# Laure (film)
Pour les articles homonymes, voir Laure.
Pour plus de détails, voir Fiche technique et Distribution.
Laure est un film érotique franco-italien réalisé par Emmanuelle Arsan, Louis-Jacques Rollet-Andriane et Roberto D'Ettorre Piazzoli et sorti en 1976.
Il s'agit d'une adaptation de Laure, un roman d'Emmanuelle Arsan paru en 1976.

## Synopsis
Fille du pasteur Olsen, Laure est une jeune fille belle et décomplexée de 17 ans qui vit à Manille. Un jour, elle rencontre par hasard le documentariste anglais Nicholas et décide de participer avec lui à une expédition sur l'île d'Emelle chez le peuple mythique des Mara, dont ils ont appris les coutumes sexuelles grâce au professeur Morgan. Avant de se lancer dans cette aventure exotique, Laure et Nicolas décident de se marier, car ils ont découvert qu'ils partagent la même conviction qu'aimer signifie profiter de la liberté du partenaire.

## Fiche technique
Sauf indication contraire, les informations mentionnées dans cette section peuvent être confirmées par la base de données cinématographiques Unifrance,  présente dans la section « Liens externes ».
- Titre original italien et titre français : Laure[1],[2]
- Réalisation : Emmanuelle Arsan, Louis-Jacques Rollet-Andriane, Roberto D'Ettorre Piazzoli[3]
- Scenario : Emmanuelle Arsan, Louis-Jacques Rollet-Andriane, Ovidio G. Assonitis, Sonia Molteni
- Photographie :	Roberto D'Ettorre Piazzoli
- Montage : Angelo Curi
- Musique : Franco Micalizzi
- Décors : Aurelio Crugnola (it)
- Costumes : Jacques Fonteray
- Production : Ovidio G. Assonitis
- Société de production : A-Erre Cinematografica, Les Productions Fox Europa
- Pays de production :  Italie -  France
- Langue originale : italien
- Format : couleur par Technicolor - 1,85:1 - Son mono - 35 mm
- Durée : 91 min (1 h 31[1])
- Genre : érotique[2]
- Dates de sortie :
  - Italie : 4 février 1976
  - France : 6 octobre 1976[2]

## Distribution
- Al Cliver : Nicholas
- Orso Maria Guerrini : L'enthnologue Gaultier Morgan
- Annie Belle : Laure
- Emmanuelle Arsan : Myrte
- Pierre Haudebourg : Dolly
- Michele Starck : Natalie Morgan, la mère de Gaultier
- Silvio Simonelli :
- Franco Curi :
- Giorgio Aldini :
- Berto Caselli :
- Catherine Zago :
- Martial Bresson :
- Gérard Landry :
- Genevieve Gerald :
- Maria Victoria Abad Cruz : Tieo
- Eddy Joaquim : Arawa
- Homer Adams : Steve
- Marianne Afchain : Marianne
- Vicky Asprin : Ingrid
- Bernardo Bernardo : Artemio
- Andrew Douglas : Desmond
- Jean Salvan : Hugo Lance
- Lloyd Nelson : Erling Olsen, le père de Laure
- Bobby Jensen : Marcello
- Lita Vasquez : Milagros
- Marcella Egidi : Marcella
- Lorraine Kriegel : Helen Olsen, la mère de Laure
- Mario Lenzi : Mario
- Eugene Wilcom : Eugene
- Oliver Ezeadum : Oliver
- Anna Maria Nichola : La petite fille de l'antiquaire
- Zenaida Ejansantos :

## Production
Le producteur Ovidio G. Assonitis raconte l'idée de départ du film : 

« Je dînais avec le président de la Fox. Nous parlions de choses et d'autres, quand sa secrétaire lui a apporté des dossiers sur le box office de certains films. En les regardant pendant que nous mangions, il m'a dit "Tiens, ce sont les films qu'on aurait dû avoir ici à la Fox !" faisant allusion à Emmanuelle (1974), qui avait rapporté beaucoup d'argent à travers le monde. Je lui ai dit "Écoute, je connais la véritable autrice des romans Emmanuelle, celle qui porte le pseudonyme d'Emmanuelle Arsan. Si tu veux, je peux l'appeler et adapter un film, peut-être d'un livre écrit par Emmanuelle Arsan juste après Emmanuelle". Il sauta sur sa chaise : "Fantastique ! Il faut absolument que ça se fasse ! Il le faut !" Il n'y avait pas encore de script ou quoi que ce soit. J'ai immédiatement contacté Louis-Jacques et lui ai proposé de faire le film, non seulement comme scénariste mais aussi comme réalisateur »

— Ovidio G. Assonitis
La réalisation du film est anonyme, mais elle a été attribuée à Emmanuelle Arsan. Mais, selon des témoignages de membres de l'équipe, le film aurait été écrit et en partie réalisé par son époux, Louis-Jacques Rollet-Andriane, une autre partie de la mise en scène étant assurée par le directeur de la photographie, Roberto D'Ettorre Piazzoli. Emmanuelle Arsan joue également dans le film.
Une autre idée qui, au moins sur le papier, semblait intrigante, était de faire incarner l'héroïne par nul autre que Linda Lovelace, la protagoniste du célèbre porno Gorge profonde (1972). Mais Lovelace avait de sérieux problèmes personnels à l'époque, et bien qu'elle ait accepté de tourner une séquence (une apparition impromptue dans une scène de fête est restée dans le film final), son rôle a été confié à Michele Stark, une blonde d'origine est-européenne que l'on verra plus tard dans Salon Kitty, Voluptueuse Laura, L'Embrouille et Le Palace en délire.
Laure a été tourné à l'été 1975 aux Philippines, donc pendant la saison des pluies, circonstance qui a créé de nombreux problèmes. En plus du tournage à Manille, certaines séquences ont été tournées dans des lieux peuplés de rebelles armés, à tel point que le gouvernement philippin a affecté une véritable escorte de l'armée locale à l'équipe, pour des raisons de sécurité,. Les intérieurs ont été tournés en studio à Rome.